# 3.. 6.. 9 Seconds of Light
3.. 6.. 9 Seconds of Light är Belle and Sebastians tredje EP-skiva, släppt 1997 på Jeepster Records.
Singeln finns även inkluderad i Push Barman to Open Old Wounds.

## Låtlista
1. "A Century of Fakers" – 4:30
2. "Le Pastie de la Bourgeoisie" – 3:10
3. "Beautiful" – 5:13
4. "Put the Book Back on the Shelf" – 6:24